# نامه‌ای به خوک
نامه‌ای به خوک (به عبری: מכתב לחזיר) یک فیلم انیمیشن کوتاه اسرائیلی- فرانسوی محصول ۲۰۲۲ به نویسندگی و کارگردانی تال کانتور است. این فیلم پویانمایی ۱۷ دقیقه‌ای درباره آسیب‌های نسلی در جشنواره‌های بین‌المللی مختلف، از جمله جشنواره فیلم اورشلیم، جشنواره بین‌المللی انیمیشن اتاوا، جشنواره بین‌المللی فیلم انیمیشن انسی و جشنواره بین‌المللی فیلم کودکان شیکاگو، جوایز دریافت کرده است. این فیلم نامزد جایزه اسکار بهترین پویانمایی کوتاه شد.

## داستان
در «روز یادبود»، یک بازمانده از هولوکاست نامه‌ای را می‌خواند که به خوکی که جانش را نجات داده بود، به کلاس درس پر از نوجوانان می‌خواند. در حالی که به شهادت او گوش می دهد، یک دختر دانش آموز جوان در رویای پیچیده ای فرو می رود که در آن با سؤالاتی در مورد آسیب جمعی، حافظه و هویت روبرو می شود.